# Acanalonia excavata
Acanalonia excavata är en insektsart som beskrevs av Van Duzee 1933. Acanalonia excavata ingår i släktet Acanalonia och familjen Acanaloniidae. Inga underarter finns listade i Catalogue of Life.